# Cynorkis ochyrae
Cynorkis ochyrae är en orkidéart som beskrevs av Dariusz Lucjan Szlachetko och Tomasz Sebastian Olszewski. Cynorkis ochyrae ingår i släktet Cynorkis, och familjen orkidéer. Inga underarter finns listade i Catalogue of Life.